# Hemictenius magnitarsis
Hemictenius magnitarsis är en skalbaggsart som beskrevs av Edmund Reitter 1897. Hemictenius magnitarsis ingår i släktet Hemictenius och familjen Melolonthidae. Inga underarter finns listade i Catalogue of Life.